# 色盲 (種族分類)
在社会学中，色盲（英語：Color blind）或色盲種族主義社会是指种族分类不影響个人机会的社会。这种社会不存在基于种族或肤色的不同法律或社会待遇。色盲社会有不分种族的政府政策，拒绝任何形式的歧视，以促进种族平等的目标。这一理想对1950年代和1960年代的民权运动和国际反歧视运动非常重要。
美国1964年颁布的《民权法案》旨在使所有人在法律面前一律平等，无论其种族、肤色、宗教、性别或民族血统如何。马丁·路德·金的核心希望是，有一天人们将以「性格的内容而不是肤色来判断。」这一过程是否真正导致了美国社会的色盲，色盲政策是否为实现种族平等提供了最佳手段，仍然存在争议。